# احمد صافی
احمد صافی(زادهٔ: ۱۳۴۷ در گلپایگان)، بازیگر و مربی بین‌المللی کاراته اهل ایران است. او عضو کمیته فنی فدراسیون کاراته ایران و در حال حاضر سرمربی تیم ملی کاراته کره جنوبی است.
او در دهه هفتاد در دو فیلم سینمایی پرواز از اردوگاه و رنجر در کنار بازیگران مطرح سینما همچون جمشید هاشم‌پور نقش 
آفرینی کرده است.، رئیس کمیته تحقیقات و پژوهش فدراسیون کاراته، عضو کمیته فنی فدراسیون جهانی شوتوکان (WSKF) و نماینده رسمی این فدراسیون در ایران و سرمربی تیم باشگاهی کاراته دانشگاه آزاد است. احمد صافی سال‌ها سرمربی تیم‌های ملی کاراته ایران، اردن، پاکستان و کره جنوبی بود و در ایران مربیان مطرحی همچون سید شهرام هروی و مجید عبدالحسینی ، شهاب سلطانی ، مازیار فرید خمامی ، مهدی احمدی ، حمید فرهادی و رضا صافی به عنوان دستیار وی در دانشگاه آزاد اسلامی با ایشان همکاری داشته  است.